# Nando Vidiella
Fernando Vidiella Selaya (Torrelavega,[cita requerida] Cantabria, 22 de abril de 1977), conocido deportivamente como Nando, fue un futbolista español. Actuaba tanto de lateral como de extremo en la banda izquierda. Su equipo de retirada en la temporada 2012-2013 fue la Real Sociedad Gimnástica de Torrelavega, de la Segunda División B de España, donde jugó 11 temporadas. La máxima categoría en la que participó fue en Segunda División, con el Osasuna donde jugó dos partidos. Actualmente es entrenador de las categorías inferiores del Polanco C. F. También es coordinador de la selección autonómica.

## Trayectoria
Sus primeros pasos futbolísticos fueron en la S.D. Amistad, cuando Nando tenía apenas 8 años. Después pasó por varios clubes, como el Alvarito Cuatrocaños, con este equipo ganó el Campeonato provincial. También alternaba con el equipo del Bar Jaime, con el que disputó varios torneos, antes de marchar a un nuevo equipo, el Mariano Haro.
En la temporada 1991-92 se incorpora a la categoría de cadete jugando en el C.D. Sniace. Sólo disputó dos temporadas como juvenil, la primera en el Alumpeña y luego en el juvenil Gimnástica.
Pasó al primer equipo de la Real Sociedad Gimnástica en la temporada 1995-96 en tercera división, debutó oficialmente en liga el 3 de septiembre de 1995.
En 1997 se incorporó a las filas del Racing B, Nando Yosu lo llevó al primer equipo en la pretemporada de 1998-99. Aquella actuación despertó el interés del CA Osasuna, siendo cedido al conjunto de Pamplona en el que disputaría 4 partidos de copa.
Debido a las pocas oportunidades se marchó esa misma temporada cedido al Burgos CF con el que juega la fase de ascenso a Segunda división.
Tras estas experiencias, y aún como futbolista dependiente del Racing, regresó a su Cantabria natal para ser cedido a la Real Sociedad Gimnástica, donde juega la temporada 1999-00, disputando la fase de ascenso a segunda división.
La siguiente campaña jugaría de nuevo en el Racing de Santander, haciendo la pretemporada con el primer equipo.
En 2001 regresó a la Real Sociedad Gimnástica,  donde se ha convertido en el jugador con más partidos disputados en la historia del club.
En 2013 cuelga las botas en la Gimnástica.
Además desde el año 2017 entrena a cadetes del polanco fc obteniendo un título en la temporada 2021-2022 y otro segundo título en la temporada 2023-2024

## Clubes
| Club                                              | Año        |
| ------------------------------------------------- | ---------- |
| Real Sociedad Gimnástica de Torrelavega (juvenil) | 1995-1996  |
| Real Sociedad Gimnástica de Torrelavega           | 1996-1997  |
| Racing de Santander                               | 1997-1998  |
| Club Atlético Osasuna                             | 1998-1999  |
| Burgos Club de Fútbol                             | 1998-1999  |
| Real Sociedad Gimnástica de Torrelavega           | 1999-2000  |
| Racing de Santander                               | 2000-2001  |
| Real Sociedad Gimnástica de Torrelavega           | 2001- 2013 |